# 拉塞勒圣西尔
拉塞勒圣西尔（法語：La Celle-Saint-Cyr，法語發音：[la sɛl sɛ̃ siʁ]）是法国勃艮第-弗朗什-孔泰大区约讷省的一个市镇，属于桑斯区。

## 地理
拉塞勒圣西尔（47°58'22"N, 3°17'23"E）面积18.57 平方千米，位于法国勃艮第-弗朗什-孔泰大區约讷省，该省份为法国中北部内陆省份，西接卢瓦雷省，西北接塞纳-马恩省，南至涅夫勒省，东临科多尔省，东北与奥布省接壤。
与拉塞勒圣西尔接壤的市镇（或旧市镇、城区）包括：圣于连迪索、贝翁、塞济、弗兰河畔普雷西、塞波-圣罗曼。

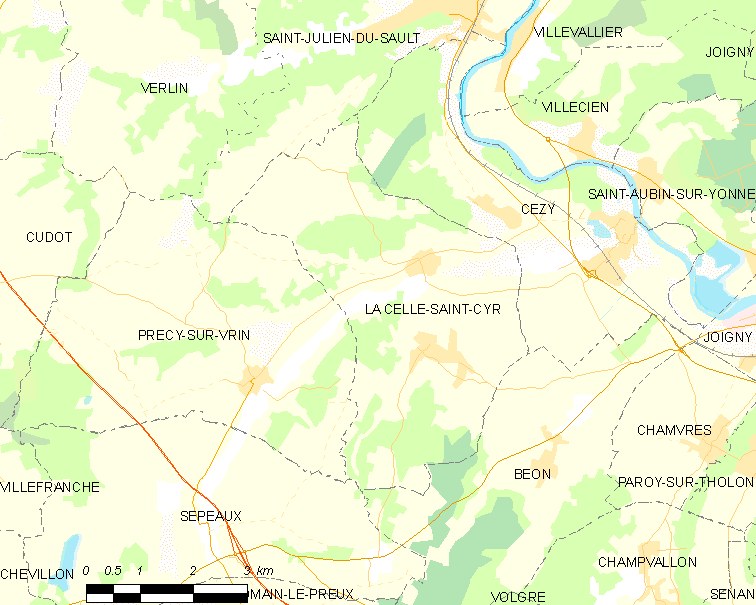
拉塞勒圣西尔的OSM定位图

拉塞勒圣西尔的时区为UTC+01:00、UTC+02:00（夏令时）。

## 行政
拉塞勒圣西尔的邮政编码为89116，INSEE市镇编码为89063。

## 政治
拉塞勒圣西尔所属的省级选区为茹瓦尼县。

## 人口

1962-2008年间拉塞勒圣西尔人口变化图示

拉塞勒圣西尔于2022年1月1日时的人口数量为842人。